# 関広一
関 広一（せき ひろかず、1935年8月9日 - 2015年（平成27年）1月18日）は、日本の政治家。新潟県小千谷市長（2期）。

## 来歴
新潟県小千谷市出身。新潟県立六日町高等学校卒。小千谷市役所に入り、市職員労働組合書記長、新潟県労働金庫監事から、小千谷市議会議員に転じ、議長となった。1998年小千谷市長広井庄一の辞職による出直し市長選挙に立候補し、広井を破って初当選。2002年は無投票当選。市長を2期務め、2006年に退任した。2015年死去。